# 树屏镇
树屏镇，是中华人民共和国甘肃省兰州市永登县下辖的一个乡镇级行政单位。

## 行政区划
树屏镇下辖以下地区：
树屏村、上滩村、刘家湾村、毛茨村、哈家咀村、东沟村、崖头村和杏花村。